# Ittrium(III)-arzenid
Az ittrium(III)-arzenid szervetlen vegyület, képlete YAs.

## Fordítás
Ez a szócikk részben vagy egészben  a   Yttrium(III) arsenide című angol Wikipédia-szócikk ezen változatának fordításán alapul.  Az eredeti cikk szerkesztőit annak laptörténete sorolja fel. Ez a jelzés csupán a megfogalmazás eredetét és a szerzői jogokat jelzi, nem szolgál a cikkben szereplő információk forrásmegjelöléseként.